# Pulheimer SC
Der Pulheimer SC ist ein Sportverein aus Pulheim.
Überregional bekannt wurde der Pulheimer SC (kurz PSC) vor allem durch seine Abteilung für Baseball, die Pulheim Gophers, sowie die Abteilung für Handball, deren Damen-Mannschaft mehrere Jahre in der 1. Bundesliga und deren Herren-Mannschaft einige Jahre in der Regionalliga spielten. Daneben betreibt der Sportverein Abteilungen für American Football, Badminton, Behindertensport, Budo, Fechten, Fußball, Hockey, Leichtathletik, Radsport, Inlinehockey, Schwimmen, Schach,  Tanzen, Tennis, Tischtennis, Volleyball und Wandern.

## Geschichte
Der PSC entstand 1966 aus einer Fusion des SC Sparta Pulheim 1924 mit dem VfL Pulheim 1957. Bis heute blieb der PSC der einzige große Sportverein mit sowohl breiten- als auch leistungssportlichem Angebot in Pulheim. Die ältesten Abteilungen sind Fußball (gegründet 1924), Handball (1958) und Tennis (1964). Jüngste Abteilung ist die Inlinehockeymannschaft Pulheim Vipers von 1995.

## Sportstätten
Die meisten Sportstätten des PSC befinden sich im städtischen Sportzentrum im Norden Pulheims. Hier verfügt der Sportverein u. a. über einen Rasenplatz, drei Fußballfelder (Rasen mit Tartanbahn, Asche sowie Kunstrasen), eine Dreifachturnhalle, ein Schwimmbad, mehrere Tennisplätze, eine Budohalle, einen Inlinehockeyplatz und ein Baseballfeld.

## Erfolgreiche Abteilungen

### Baseball
Die 1989 gegründete Abteilung für Baseball stieg zur Saison 2001 erstmals in die 1. Bundesliga auf und erreicht mit Platz 4 auf Anhieb die Play-offs. Nach der Saison 2002 folgte der erste Abstieg. Nach nur einem Jahr stieg die Mannschaft erneut in die 1. Bundesliga auf, musste sich am Ende der Saison 2004 aus internen Gründen jedoch in die Regionalliga zurückziehen. Zur Saison 2009 schaffte man wieder den Aufstieg in die 1. Bundesliga, rette sich am Ende jedoch nur über die Relegation vor dem Abstieg.

### Handball
Die Abteilung für Handball feierte sowohl im Herren als auch im Damenbereich große Erfolge. Die 1. Herren-Mannschaft spielte von der Saison 1990/91 bis 1993/94 und noch einmal von 1995/96 bis 1996/97 in der Handball-Regionalliga West. Beste Platzierung war dabei Platz zwei in der Saison 1992/93. In der Saison 2010/11 spielt die Mannschaft in der Oberliga.
Die 1. Damen-Mannschaft schaffte zur Saison 1976/77 sogar den Aufstieg in die 1. Bundesliga. Dort spielte die Mannschaft dauerhaft gegen den Abstieg, welcher sie nach der Spielzeit 1981/82 ereilte. Wie die Herren-Mannschaft spielt die 1. Damen derzeit in der Oberliga.

### Fußball
Die Männermannschaft von Sparta Pulheim schaffte 1960 den Aufstieg in die Bezirksklasse. Zwei Jahre später verpassten die Spartaner nach einer Entscheidungsspielniederlage gegen den SC West Köln den Aufstieg in die Landesliga Mittelrhein. Nach der Fusion zum Pulheimer SC gelang schließlich im Jahre 1968 der Landesligaaufstieg, wo zwei Jahre später nur eine Entscheidungsspielniederlage gegen den TuS Lindlar den Aufstieg in die Verbandsliga verhinderte. Dieses Entscheidungsspiel fand in Köln auf der Albert-Richter-Bahn statt.
1973 stieg der PSC in die Bezirksklasse ab, ehe drei Jahre später der Wiederaufstieg gelang. Dort spielte der Pulheimer SC, abgesehen von dritten Platz 1987, stets gegen den Abstieg. Im Jahre 1990 stieg die Mannschaft schließlich in die Bezirksliga ab, wo die Pulheimer mehrfach knapp auf Wiederaufstieg scheiterten. 1998 gelang schließlich der Sprung in die Landesliga, die bis 2002 gehalten werden konnte. In der folgenden Saison 2002/03 wurden die Pulheimer in die Kreisliga A durchgereicht. Seitdem pendeln die Pulheimer zwischen Kreisliga A und B. Im Jahre 2024 stieg die Mannschaft in die Bezirksliga auf, musste aber nach einem Jahr wieder absteigen.
2005 gründete der PSC eine Frauenmannschaft, die in der Kreisliga startete. Zwei Aufstiege in Folge brachten die Pulheimerinnen in die Mittelrheinliga, wo es zunächst gegen den Abstieg ging. Größter Erfolg war Platz fünf in der Saison 2010/11. 2015 erreichte die Mannschaft das Endspiel des Mittelrheinpokals, verloren dieses aber mit 0:1 gegen Fortuna Köln. Heimspielstätte ist das Sportzentrum Pulheim.

### Radsport
Die Radsportabteilung des PSC gilt als Talentschmiede. Bekanntestes Mitglied war Gerald Ciolek, der 2005 Deutscher Meister und 2006 U-23 Weltmeister auf der Straße wurde und zeitweise für das Team Quick-Step fuhr sowie mehrfach an der Tour de France teilnahm.

### Hockey
Die Herrenmannschaft des PSC spielt in der 2. Verbandsliga des Westdeutschen Hockey Verbandes.